# Equinoccio de marzo
| Fecha y hora UTC de solsticios y equinoccios entre 2004-2050 | Fecha y hora UTC de solsticios y equinoccios entre 2004-2050 | Fecha y hora UTC de solsticios y equinoccios entre 2004-2050 | Fecha y hora UTC de solsticios y equinoccios entre 2004-2050 | Fecha y hora UTC de solsticios y equinoccios entre 2004-2050 | Fecha y hora UTC de solsticios y equinoccios entre 2004-2050 | Fecha y hora UTC de solsticios y equinoccios entre 2004-2050 | Fecha y hora UTC de solsticios y equinoccios entre 2004-2050 | Fecha y hora UTC de solsticios y equinoccios entre 2004-2050 |
| año                                                          | Equinoccio de marzo                                          | Equinoccio de marzo                                          | Solsticio de junio                                           | Solsticio de junio                                           | Equinoccio de septiembre                                     | Equinoccio de septiembre                                     | Solsticio de diciembre                                       | Solsticio de diciembre                                       |
| año                                                          | día                                                          | hora                                                         | día                                                          | hora                                                         | día                                                          | hora                                                         | día                                                          | hora                                                         |
| ------------------------------------------------------------ | ------------------------------------------------------------ | ------------------------------------------------------------ | ------------------------------------------------------------ | ------------------------------------------------------------ | ------------------------------------------------------------ | ------------------------------------------------------------ | ------------------------------------------------------------ | ------------------------------------------------------------ |
| 2004                                                         | 20                                                           | 06:49                                                        | 21                                                           | 00:57                                                        | 22                                                           | 16:30                                                        | 21                                                           | 12:42                                                        |
| 2005                                                         | 20                                                           | 12:33                                                        | 21                                                           | 06:46                                                        | 22                                                           | 22:23                                                        | 21                                                           | 18:35                                                        |
| 2006                                                         | 20                                                           | 18:26                                                        | 21                                                           | 12:26                                                        | 23                                                           | 04:03                                                        | 22                                                           | 00:22                                                        |
| 2007                                                         | 21                                                           | 00:07                                                        | 21                                                           | 18:06                                                        | 23                                                           | 09:51                                                        | 22                                                           | 06:08                                                        |
| 2008                                                         | 20                                                           | 05:48                                                        | 20                                                           | 23:59                                                        | 22                                                           | 15:44                                                        | 21                                                           | 12:04                                                        |
| 2009                                                         | 20                                                           | 11:44                                                        | 21                                                           | 05:45                                                        | 22                                                           | 21:18                                                        | 21                                                           | 17:47                                                        |
| 2010                                                         | 20                                                           | 17:32:13                                                     | 21                                                           | 11:28:25                                                     | 23                                                           | 03:09:02                                                     | 21                                                           | 23:38:28                                                     |
| 2011                                                         | 20                                                           | 23:21:44                                                     | 21                                                           | 17:16:30                                                     | 23                                                           | 09:04:38                                                     | 22                                                           | 05:30:03                                                     |
| 2012                                                         | 20                                                           | 05:14:25                                                     | 20                                                           | 23:09:49                                                     | 22                                                           | 14:49:59                                                     | 21                                                           | 11:12:37                                                     |
| 2013                                                         | 20                                                           | 11:02:55                                                     | 21                                                           | 05:04:57                                                     | 22                                                           | 20:44:08                                                     | 21                                                           | 17:11:00                                                     |
| 2014                                                         | 20                                                           | 16:57:05                                                     | 21                                                           | 10:51:14                                                     | 23                                                           | 02:29:05                                                     | 21                                                           | 23:03:01                                                     |
| 2015                                                         | 20                                                           | 22:45:09                                                     | 21                                                           | 16:38:55                                                     | 23                                                           | 08:20:33                                                     | 22                                                           | 04:48:57                                                     |
| 2016                                                         | 20                                                           | 04:30:11                                                     | 20                                                           | 22:34:11                                                     | 22                                                           | 14:21:07                                                     | 21                                                           | 10:44:10                                                     |
| 2017                                                         | 20                                                           | 10:28:38                                                     | 21                                                           | 04:24:09                                                     | 22                                                           | 20:02:48                                                     | 21                                                           | 16:28:57                                                     |
| 2018                                                         | 20                                                           | 16:15:27                                                     | 21                                                           | 10:07:18                                                     | 23                                                           | 01:54:05                                                     | 21                                                           | 22:23:44                                                     |
| 2019                                                         | 20                                                           | 21:58:25                                                     | 21                                                           | 15:54:14                                                     | 23                                                           | 07:50:10                                                     | 22                                                           | 04:19:25                                                     |
| 2020                                                         | 20                                                           | 03:50:36                                                     | 20                                                           | 21:44:40                                                     | 22                                                           | 13:31:38                                                     | 21                                                           | 10:02:19                                                     |
| 2021                                                         | 20                                                           | 09:37:27                                                     | 21                                                           | 03:32:08                                                     | 22                                                           | 19:21:03                                                     | 21                                                           | 15:59:16                                                     |
| 2022                                                         | 20                                                           | 15:33:23                                                     | 21                                                           | 09:13:49                                                     | 23                                                           | 01:03:40                                                     | 21                                                           | 21:48:10                                                     |
| 2023                                                         | 20                                                           | 21:24:24                                                     | 21                                                           | 14:57:47                                                     | 23                                                           | 06:49:56                                                     | 22                                                           | 03:27:19                                                     |
| 2024                                                         | 20                                                           | 03:06:21                                                     | 20                                                           | 20:50:56                                                     | 22                                                           | 12:43:36                                                     | 21                                                           | 09:20:30                                                     |
| 2025                                                         | 20                                                           | 09:01:25                                                     | 21                                                           | 02:42:11                                                     | 22                                                           | 18:19:16                                                     | 21                                                           | 15:03:01                                                     |
| 2026                                                         | 20                                                           | 14:45:53                                                     | 21                                                           | 08:24:26                                                     | 23                                                           | 00:05:08                                                     | 21                                                           | 20:50:09                                                     |
| 2027                                                         | 20                                                           | 20:24:36                                                     | 21                                                           | 14:10:45                                                     | 23                                                           | 06:01:38                                                     | 22                                                           | 02:42:04                                                     |
| 2028                                                         | 20                                                           | 02:17:02                                                     | 20                                                           | 20:01:54                                                     | 22                                                           | 11:45:12                                                     | 21                                                           | 08:19:33                                                     |
| 2029                                                         | 20                                                           | 08:01:52                                                     | 21                                                           | 01:48:11                                                     | 22                                                           | 17:38:23                                                     | 21                                                           | 14:13:59                                                     |
| 2030                                                         | 20                                                           | 13:51:58                                                     | 21                                                           | 07:31:11                                                     | 22                                                           | 23:26:46                                                     | 21                                                           | 20:09:30                                                     |
| 2031                                                         | 20                                                           | 19:40:51                                                     | 21                                                           | 13:17:00                                                     | 23                                                           | 05:15:10                                                     | 22                                                           | 01:55:25                                                     |
| 2032                                                         | 20                                                           | 01:21:45                                                     | 20                                                           | 19:08:38                                                     | 22                                                           | 11:10:44                                                     | 21                                                           | 07:55:48                                                     |
| 2033                                                         | 20                                                           | 07:22:35                                                     | 21                                                           | 01:00:59                                                     | 22                                                           | 16:51:31                                                     | 21                                                           | 13:45:51                                                     |
| 2034                                                         | 20                                                           | 13:17:20                                                     | 21                                                           | 06:44:02                                                     | 22                                                           | 22:39:25                                                     | 21                                                           | 19:33:50                                                     |
| 2035                                                         | 20                                                           | 19:02:34                                                     | 21                                                           | 12:32:58                                                     | 23                                                           | 04:38:46                                                     | 22                                                           | 01:30:42                                                     |
| 2036                                                         | 20                                                           | 01:02:40                                                     | 20                                                           | 18:32:03                                                     | 22                                                           | 10:23:09                                                     | 21                                                           | 07:12:42                                                     |
| 2037                                                         | 20                                                           | 06:50:05                                                     | 21                                                           | 00:22:16                                                     | 22                                                           | 16:12:54                                                     | 21                                                           | 13:07:33                                                     |
| 2038                                                         | 20                                                           | 12:40:27                                                     | 21                                                           | 06:09:12                                                     | 22                                                           | 22:02:05                                                     | 21                                                           | 19:02:08                                                     |
| 2039                                                         | 20                                                           | 18:31:50                                                     | 21                                                           | 11:57:14                                                     | 23                                                           | 03:49:25                                                     | 22                                                           | 00:40:23                                                     |
| 2040                                                         | 20                                                           | 00:11:29                                                     | 20                                                           | 17:46:11                                                     | 22                                                           | 09:44:43                                                     | 21                                                           | 06:32:38                                                     |
| 2041                                                         | 20                                                           | 06:06:36                                                     | 20                                                           | 23:35:39                                                     | 22                                                           | 15:26:21                                                     | 21                                                           | 12:18:07                                                     |
| 2042                                                         | 20                                                           | 11:53:06                                                     | 21                                                           | 05:15:38                                                     | 22                                                           | 21:11:20                                                     | 21                                                           | 18:03:51                                                     |
| 2043                                                         | 20                                                           | 17:27:34                                                     | 21                                                           | 10:58:09                                                     | 23                                                           | 03:06:43                                                     | 22                                                           | 00:01:01                                                     |
| 2044                                                         | 19                                                           | 23:20:20                                                     | 20                                                           | 16:50:55                                                     | 22                                                           | 08:47:39                                                     | 21                                                           | 05:43:22                                                     |
| 2045                                                         | 20                                                           | 05:07:24                                                     | 20                                                           | 22:33:41                                                     | 22                                                           | 14:32:42                                                     | 21                                                           | 11:34:54                                                     |
| 2046                                                         | 20                                                           | 10:57:38                                                     | 21                                                           | 04:14:26                                                     | 22                                                           | 20:21:31                                                     | 21                                                           | 17:28:16                                                     |
| 2047                                                         | 20                                                           | 16:52:26                                                     | 21                                                           | 10:03:16                                                     | 23                                                           | 02:07:52                                                     | 21                                                           | 23:07:01                                                     |
| 2048                                                         | 19                                                           | 22:33:37                                                     | 20                                                           | 15:53:43                                                     | 22                                                           | 08:00:26                                                     | 21                                                           | 05:02:03                                                     |
| 2049                                                         | 20                                                           | 04:28:24                                                     | 20                                                           | 21:47:06                                                     | 22                                                           | 13:42:24                                                     | 21                                                           | 10:51:57                                                     |
| 2050                                                         | 20                                                           | 10:19:22                                                     | 21                                                           | 03:32:48                                                     | 22                                                           | 19:28:18                                                     | 21                                                           | 16:38:29                                                     |

Desde el ecuador terrestre —latitud 0º—, el Sol sigue aparentemente una trayectoria vertical durante el equinoccio, desde que nace por el este hasta que se pone por el oeste.

El equinoccio de marzo es el equinoccio en donde el punto subsolar se mueve desde el hemisferio sur al hemisferio norte cruzando el ecuador celeste de la Tierra. El equinoccio de marzo coincide con el punto Aries, iniciándose la primavera en el hemisferio norte y el otoño en el hemisferio sur. Por lo anterior, en el hemisferio norte corresponde al equinoccio de primavera, equinoccio primaveral o equinoccio vernal, y en el sur al equinoccio de otoño, equinoccio otoñal o equinoccio autumnal.
En el calendario gregoriano, el equinoccio de marzo puede tener lugar desde el 19 de marzo hasta el 21 de marzo sobre el meridiano de Greenwich. Ese día, la duración del día es igual a la duración de la noche, y el Sol sale exactamente desde el este y se oculta exactamente en el oeste. 
El equinoccio de marzo es el primer equinoccio del año y es un marcador de las estaciones terrestres. El segundo y último es el equinoccio de septiembre, que da inicio al otoño en el hemisferio norte y la primavera en el hemisferio sur.

## Importancia cultural

### Calendarios
El calendario persa inicia con el equinoccio de marzo. Es el calendario oficial en Irán y Afganistán. Fue constituido por el rey Jamshid en el año 800 a. C. Fue adoptado en 1925 en Irán y se considera más preciso que el calendario gregoriano, dado que en el gregoriano hay un error de un día cada 3320 años, mientras que en el persa el mismo error aparecería cada 3.5 millones de años. Afganistán adoptó el calendario persa en la forma yalalí (جلالی), más antigua, en 1922.
En el zodíaco occidental, el equinoccio de marzo da inicio al ciclo astrológico en donde el Sol transita las doce divisiones en partes iguales de 30 grados de la eclíptica que inician y terminan en el punto Aries. La primera división corresponde al signo de Aries, que inicia con el equinoccio de marzo, y la última división corresponde al signo de Piscis, que termina con este mismo equinoccio. Al inicio del signo de Cáncer le corresponde el solsticio de junio, al inicio del signo de Libra el equinoccio de septiembre, y al inicio del signo de Capricornio el solsticio de diciembre.

### Simbolismos
En el hemisferio norte, al ser el equinoccio de marzo un marcador del inicio de la primavera y el fin del invierno, se asocia por lo general a un tiempo de nuevos comienzos. El hemisferio está inclinado más cerca del sol, por lo que las temperaturas se vuelven más cálidas. Los agricultores y jardineros suelen plantar semillas en primavera al estar los suelos más suaves y flexibles.
Para muchas culturas humanas, el equinoccio de marzo ha sido y es un momento de celebración, sacrificio y migración. También es un marcador para otras celebraciones, como la Pascua, la fiesta central del cristianismo, que se celebra el domingo inmediatamente posterior a la primera Luna llena tras el equinoccio de marzo.

### Celebraciones
Dentro de los grupos neopaganos y wiccanos, la celebración en Europa y Norteamérica de Sabbat de Ostara corresponde al equinoccio de marzo.

#### En Norteamérica

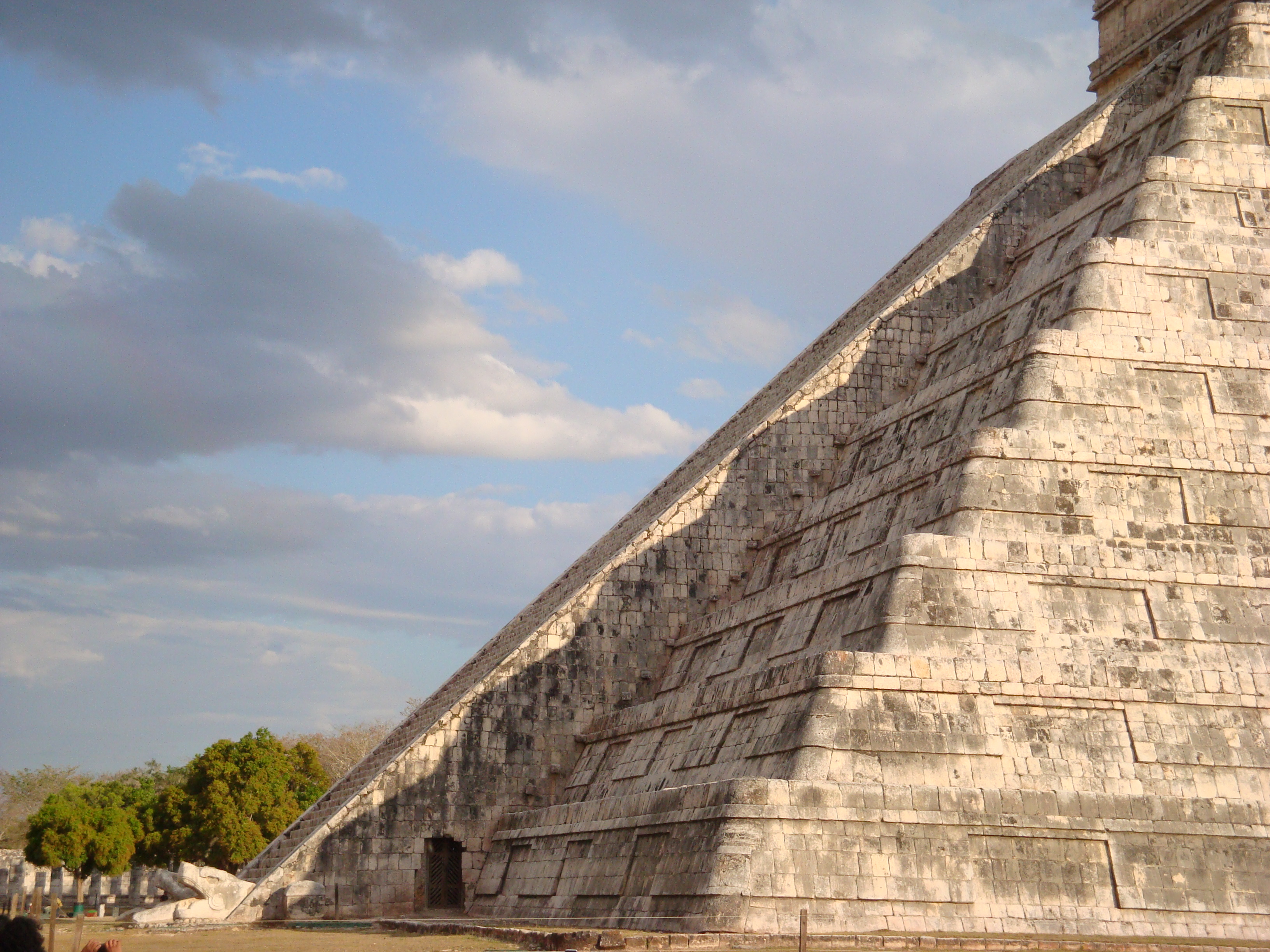
Triángulos de luz y sombra que aparentan el descenso de la serpiente de sombra Kukulkán por la escalinata en un día de equinoccio.

Muchos pueblos originarios de Canadá, Estados Unidos y México celebran ceremonias al amanecer para celebrar el día y la llegada de la primavera.
En el Templo de Kukulkán, dentro de la ciudad maya de Chichén Itzá, en la península de Yucatán en México, la alineación en la construcción de la pirámide permite que se puedan observar diversos fenómenos de luz y sombra, los cuales se producen en su propio cuerpo durante los equinoccios. Al atardecer, un efecto de luz en la pirámide proyecta triángulos de sombra y luz en la balaustrada norte del templo «dando la impresión del descenso de una serpiente de cascabel con triángulos dorsales iluminados» desde el Cielo a la Tierra. Este efecto se mantiene unos días antes y unos días después del equinoccio. Hoy en día, miles de personas de diferentes partes del mundo llegan a Chichén Itzá para celebrar el equinoccio de marzo en el lugar y presenciar el fenómeno.

#### En India
Una de las principales celebraciones en India y que se ha expandido a otros países es el Holi, dedicada a la llegada de la primavera. Holi se celebra al final del invierno, en el último día de luna llena del mes del calendario lunisolar hindú que marca la primavera, lo que hace que la fecha varíe con el ciclo lunar. Lo anterior genera que el festival no siempre coincida con la fecha del equinoccio tropical: para el año 2020, 2021 y 2022, el festival se celebra el 10 de marzo, el 28 de marzo y el 8 de marzo, respectivamente.